# Rockstar Leeds
Rockstar Leeds (conocida anteriormente como Mobius Entertainment) es una empresa desarrolladora de videojuegos inglesa. 
Con sede en la ciudad inglesa de Leeds, la compañía primero hizo juegos para Game Boy Color (GBC) y Game Boy Advance (GBA), así como Midnight Club 3: DUB Edition y los dos juegos de Grand Theft Auto Stories para PlayStation Portable (PSP) (aunque posteriormente, los juegos serían lanzados para PlayStation 2 (PS2).
Fundada en 1997 por Gordon Hall (presidente), Jason McGann, Dave Box, Justin Johnson y Ian Bowde, la compañía consiste en 75 diseñadores y programadores de videojuegos. 
En abril de 2004, la compañía sería comprada por Rockstar Games, y renombrada como Rockstar Leeds. 
Las oficinas de Rockstar Leeds estuvieron localizadas en una iglesia del siglo XVIII. Después del lanzamiento de Grand Theft Auto: Liberty City Stories en el año 2005 la empresa se mudó a una oficina más moderna.

## Juegos

### Como Mobius Entertainment
- Max Payne (2001) (GBA)
- Alfred Chicken (2002) (PS1)
- Drome Racers (2002) (GBA)
- High Heat Major League Baseball 2002 (2002) (GBA)
- High Heat Major League Baseball 2003 (2003) (GBA)
- Barbie Horse Adventure (2003) (GBA)
- American Idol (2003) (GBA)
- A Sound of Thunder (2004) (GBA)
- Titanium Angels (2004) (PS2, PC)

### Como Rockstar Leeds
- Midnight Club 3: DUB Edition (2005) (PSP) (con Rockstar San Diego)
- Grand Theft Auto: Liberty City Stories (2005) (PSP, PS2) (con Rockstar North) (iOS, Android & Fire OS en 2015)
- Grand Theft Auto: Vice City Stories (2006) (PSP, PS2) (con Rockstar North)
- The Warriors (2007) (PSP) (con Rockstar Toronto)
- Manhunt 2 (2007) (PSP) (con Rockstar London & Rockstar North)
- Rockstar Games Presents: Table Tennis (2007) (Wii) (con Rockstar San Diego ￼￼& Rockstar Vienna)
- Grand Theft Auto: Chinatown Wars (2009) (DS, PSP, iOS, Android) (con Rockstar North)
- Beaterator (2009) (PSP)
- Red Dead Redemption￼ (2010) (PS3 & Xbox 360) (con Rockstar San Diego & Rockstar Studios)
- L.A. Noire (2011) (Microsoft Windows) (con Team Bondi & Rockstar Studios)
- ￼Max Payne 3 (2012) (PS3, Xbox 360, PC & Mac OS)  (con Rockstar Vancouver & Rockstar Studios)
- Grand Theft Auto V (2013) (PS3, Xbox 360, PS4, Xbox One & PC) (con Rockstar Noth & Rockstar Studios￼)
- Red Dead￼ Redemption￼￼ 2 (2018) (PS4 & Xbox One) (con Rockstar Studios)